# ナディエフ (小惑星)
ナディエフ (2394 Nadeev) は、小惑星帯にある小惑星。ニコライ・チェルヌイフがクリミア天体物理天文台で発見した。
ロシア人の天文学者・測地学者、レフ・ニコラエヴィッチ・ナディエフ（Lev Nikolaevich Nadeev, 1902年 - 1974年）に因んで名付けられた。